# Белаш, Иван Григорьевич
Иван Григорьевич Белаш (род. 1935) — учёный, исследователь, преподаватель отдела ГГМ кафедры паровых и газовых турбин Московского энергетического института. Кандидат технических наук. Доцент. В 1980-х годах возглавлял Опытный завод Московского энергетического института.

## Биография
Родился в декабре 1935 года.
Получил высшее образование в Московском энергетическом институте. Поступил туда в 1957 году на Энергомашиностроительный факультет, курс С-57. Окончил учебу в 1963 году.
Он — ученик профессора Владимира Святославовича Квятковского. После окончания высшего учебного заведения поступил в аспирантуру. Позже стал ассистентом. Активно участвовал в общественной деятельности, в том числе во время подготовки к московской Олимпиаде 1980 года, когда он был помощником ректора по подготовке института к этому событию. Руководил ССО на строительстве ГЭС и на целине. Иван Григорьевич Белаш, как и другие ученики профессора Квятковского — Г. В. Викторов и А.П Соколов был постоянным членом научно-технических советов Минэнерго, Госстроя, Госкомитета по науке и технике, Госплана. Был экспертом гидротурбинных проектов вновь строящихся ГЭС.
В середине 1980-х годов Иван Белаш возглавлял Опытный завод МЭИ.
В 1985 году в СССР утвердили государственный стандарт по диагональным гидротурбинам, ОСТ 108.023.109-85. В первую номенклатуру включили 7 диагональных гидротурбин, которые были рассчитаны на напор 50-170 м, и создателем трех из них был Иван Григорьевич Белаш.
Ивану Григорьевичу Белашу была присвоена учёная степень кандидата технических наук. Он занимался исследованиями новой системы диагональных поворотно-лопастных гидротурбин.
Принимал участие в работе экспертной комиссии по определению причин аварии, которая произошла в 2009 году на Саяно-Шушенской ГЭС.
Иван Григорьевич Белаш отметил свой 80-летний юбилей.
Он принимал участие в составлении второго тома книги «МЭИ: история, люди, годы: сборник воспоминаний».